# 田雨橙
田雨橙（2008年4月15日—），原名田欣仪。中國國家跳水运动员田亮与艺人叶一茜的女儿。2013年10月，父亲田亮携其参与湖南卫视《爸爸去哪儿》节目录制从而备受关注。2023年，田雨橙开始参加国际网球比赛。

## 个人经历
2013年10月，田雨橙父亲田亮携其参与湖南卫视《爸爸去哪儿》节目录制。由于外表甜美可人，并且在在节目中乖巧懂事、乐于助人等而一夜成名。被网友评为“风一样的女子”。

## 青少年网球时期
2023年1月底，田雨橙开始参加国际网球比赛，首站选择参加在新加坡举行ITF青少年网球冠军赛，赛事级别为ITF青少年巡回赛J30，她获得了组委会颁发的一张外卡。首輪對手是新加坡本土选手，同样是持外卡参赛的董藝卓。

## 作品

### 综艺节目
- 爸爸去哪儿第一季

### 电影
- 爸爸去哪兒 (電影)
- 捉妖记

### 配音
- 神偷奶爸2：[7]